# Aechmea burle-marxii
Aechmea burle-marxii är en gräsväxtart som beskrevs av Edmundo Pereira. Aechmea burle-marxii ingår i släktet Aechmea och familjen Bromeliaceae. Inga underarter finns listade i Catalogue of Life.